# Bhagwat Jha Azad

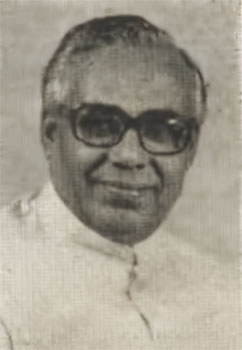
Bhagwat Jha Azad

Bhagwat Jha Azad (Hindi भागवत झा आजाद; * 28. November 1922 in Kasba, Distrikt Godda, Präsidentschaft Bengalen, Britisch-Indien, heute: Jharkhand; † 4. Oktober 2011) war ein indischer Politiker des Indischen Nationalkongresses (INC), der mehrmals Mitglied der Lok Sabha sowie zwischen 1988 und 1989 Chief Minister von Bihar war.

## Leben
Bhagwat Jha Azad, Sohn von Jarab Lal Jha, begann nach dem Besuch der T. N. J. Collegiate School sowie des T. N. J. College in Bhagalpur ein grundständiges Studium an der Patna University, das er mit einem Bachelor of Arts (B.A.). Ein darauf folgendes postgraduales Studium schloss er mit einem Master of Arts (M.A.) ab. Ein weiteres Studium der Rechtswissenschaften an der Patna University schloss er zudem mit einem Bachelor of Laws (LL.B.) ab. Er engagierte sich in der Unabhängigkeitsbewegung, in der auch andere spätere Chief Minister von Bihar wie Bindeshwari Dubey, Satyendra Narayan Sinha, Chandra Shekhar Singh, Abdul Ghafoor und Kedar Pandey tätig waren. Nach der Unabhängigkeit Indiens vom Vereinigten Königreich am 15. August 1947 begann er sein politisches Engagement für den Indischen Nationalkongress (INC) und wurde 1950 sowohl Mitglied des INC-Komitees im Bundesstaat Bihar als auch Sekretär von dessen Abteilungen Student und Wirtschaft sowie Präsident des Bihar Provincial Students Congress, der Studentenorganisation des INC in Bihar. 1952 wurde er zudem Mitglied des All India Congress Committee (AICC), des Präsidiums des INC.
Im Anschluss wurde Azad für den Indischen Nationalkongress (INC) bei den ersten Parlamentswahlen 1952 Mitglied der Lok Sabha, des Unterhauses des indischen Parlaments, und gehörte dieser zunächst bis 1957 an. 1959 wurde er Sekretär von Indira Gandhi, die zu dieser Zeit Präsidentin des INC war. Bei der Parlamentswahl in der Woche vom 19. bis 25. Februar 1962 wurde er für den INC abermals zum Mitglied der Lok Sabha gewählt, der er nach seinen Wiederwahlen bei der Parlamentswahl vom 15. bis 21. Februar 1967 sowie der Parlamentswahl vom 1. bis 10. März 1971 nunmehr bis März 1977 angehörte. Während dieser Zeit war er im Kabinett Indira Gandhi I zwischen März 1967 und Februar 1969 Staatsminister im Bildungsministerium sowie im Anschluss von Februar 1969 bis März 1971 Staatsminister im Ministerium für Arbeit, Beschäftigung und Rehabilitation. Darüber hinaus fungierte er in der fünften Legislaturperiode zwischen 1976 und 1977 als Vorsitzender des Schatzausschusses der Lok Sabha.
Bei der Parlamentswahl am 3. und 6. Januar 1980 wurde Bhagwat Jha Azad für den INC erneut zur Mitglied der Lok Sabha gewählt und vertrat in dem Unterhaus des Parlaments nunmehr nach seiner Wiederwahl bei der Parlamentswahl am 24., 27. und 28. Dezember 1984 bis November 1989 den in Bihar liegenden Lok-Sabha-Wahlkreis Bhagalpur. Im Kabinett Indira Gandhi III fungierte er zwischen dem 19. Oktober 1980 und dem 13. Januar 1982 als Staatsminister für Versorgung und Rehabilitation sowie anschließend vom 14. Januar bis zum 1. September 1982 als Staatsminister für Arbeit. Daraufhin war er zwischen dem 2. September 1982 und dem 14. Februar 1983 Staatsminister für Zivilluftfahrt und zivile Versorgung sowie zuletzt vom 15. Februar 1983 bis zum 31. Dezember 1984 Staatsminister für Ernährung und zivile Versorgung.
Als Nachfolger seines Parteifreundes Bindeshwari Dubey wurde Azad am 14. Februar 1988 Chief Minister von Bihar und bekleidete dieses Amt bis zum 10. März 1989, woraufhin der ebenfalls dem INC angehörende Satyendra Narayan Sinha diesen Posten übernahm.
Aus seiner im Mai 1947 geschlossenen Ehe mit Indira Jha Azad gingen drei Söhne hervor.